# Vâlcănești
Vâlcănești község Prahova megyében, Munténiában, Romániában.  A hozzá tartozó települések: Cârjari és Trestioara.

## Fekvése
A megye középső részén található, a megyeszékhelytől, Ploieşti-től, harminc kilométerre északra, a Cosmina folyó mentén, a Szubkárpátok dombságain.

## Történelem
A 19. század végén a község Prahova megye Vărbilău járásához tartozott és Cârjari valamint Vâlcănești falvakból állt, összesen 1170 lakossal. Ebben az időszakban a községnek volt egy 1881-ben alapított iskolája, valamint két temploma, melyek közül az egyiket 1859-ben, a másikat pedig 1869-ben szentelték fel.
Trestioara ekkor ugyancsak községi rangban volt, mely csak Trestioara faluból állt, 475 lakossal valamint egy 1842-ben felszentelt templommal. Ezt a községet a 20. század elején megszüntették és Vâlcănești-hez csatolták.
1925-ös évkönyv szerint Vâlcănești községnek 2714 lakosa volt.
1950-ben közigazgatási átszervezés alapján, a Prahova-i régió Teleajen rajonjához került, majd 1952-ben a Ploiești régióhoz csatolták.
1968-ban ismét megyerendszert vezettek be az országban, a község az újból létrehozott Prahova megye része lett.

## Lakossága
A nemzetiségi megoszlás a következő:
| 2002     | 2002 | 2002   |
| -------- | ---- | ------ |
| Románok  | 3888 | 97,34% |
| Romák    | 106  | 2,65%  |
| Összesen | 3994 | 100,0% |